# Anisodes fastidiosa
Anisodes fastidiosa là một loài bướm đêm trong họ Geometridae.